# Igreja de Santa Maria Madalena (Madalena do Mar)
A Igreja de Santa Maria Madalena é uma igreja da freguesia da Madalena do Mar, do concelho da Ponta do Sol, na Região Autónoma da Madeira.